# Convent de Miralles
El Convent de Miralles és un edifici al municipi de Castellví de Rosanes (Baix Llobregat) declarat bé cultural d'interès nacional. El casal de Miralles tingué com a primer edifici una fortalesa o edificació de planta quadrada, dels segles IX o X, la qual es va fer sobre una base romana. Sobre aquesta fortalesa, als segles XIII i XIV, es va bastir un casal gòtic.
Pertanyia el 1210 a Guerau Alemany de Cervelló, i a la fi d'aquesta centúria, a Bernat de Miralles, mort l'any 1311. A la primeria del segle XV era de Guillem Codorniu, de Gelida. El monestir de Miralles, fundat pel mercader barceloní Bertran Nicolau l'any 1410, pertanyia a l'orde de Sant Agustí. Dos frares del convent agustinià de Barcelona adquiriren l'any 1414 la quadra de Miralles i convertiren l'antic casal fortificat en la Casa de Déu de Miralles. En aquest moment es va construir i pintar una capella. Al segle XVIII la capella es va quedar petita i es va bastir una església més gran.

## Arquitectura
Es tracta d'un casal de planta rectangular, de grans dimensions, construït amb pedra i sostre de teules a quatre vessants. Consta de planta baixa i dos pisos i té un pati central que actualment està cobert. La façana principal té la porta d'arc de mig punt adovellat i, a sobre, hi ha una finestra, d'arc conopial, que dona a un balcó. A la façana també hi ha dues finestres que estan formades per dos arcs apuntats separats per una columneta amb el capitell decorats; l'ampit i els arcs estan resseguits per una motllura amb decoració geomètrica i l'interior de l'arc és lobulat. La part posterior, en pitjors condicions, presenta alguns elements de façana, com finestres, modificats. A l'interior es conserven algunes portes amb decoració gòtica; són d'arc gòtic amb la part superior decorada amb mitjos relleus fent motius florals i geomètrics. En l'antic pati, des del peu de l'escala, es veu la llotja gòtica del primer pis, amb arcs de mig punt, columnes de fust poligonal i capitells a manera d'imposta.
A la sala principal, al primer pis, hi ha uns teginats de fusta on s'hi representa l'anagrama del fundador del convent, Bertran Nicolau. L'enteixinat és subjectat per unes cartel·les de fusta en forma de caps humans, tallats i policromats. Al segon pis hi ha una altra sala gòtica de disposició semblant a la del primer pis. Aquesta també té un enteixinat policromat i amb l'anagrama de Bertran Nicolau, però està partida en dos per un envà modern.
També conserva al seu interior una capella gòtica amb pintures.